# Dorog
Dorog – miasto na Węgrzech, w komitacie Komárom-Esztergom, siedziba władz powiatu Dorog.

## Historia
Tereny dzisiejszego miasta były zamieszkiwane już w neolicie. Pierwsza wzmianka o miejscowości pochodzi z roku 1181. Dorog otrzymał prawa miejskie w roku 1984.

## Bibliografia

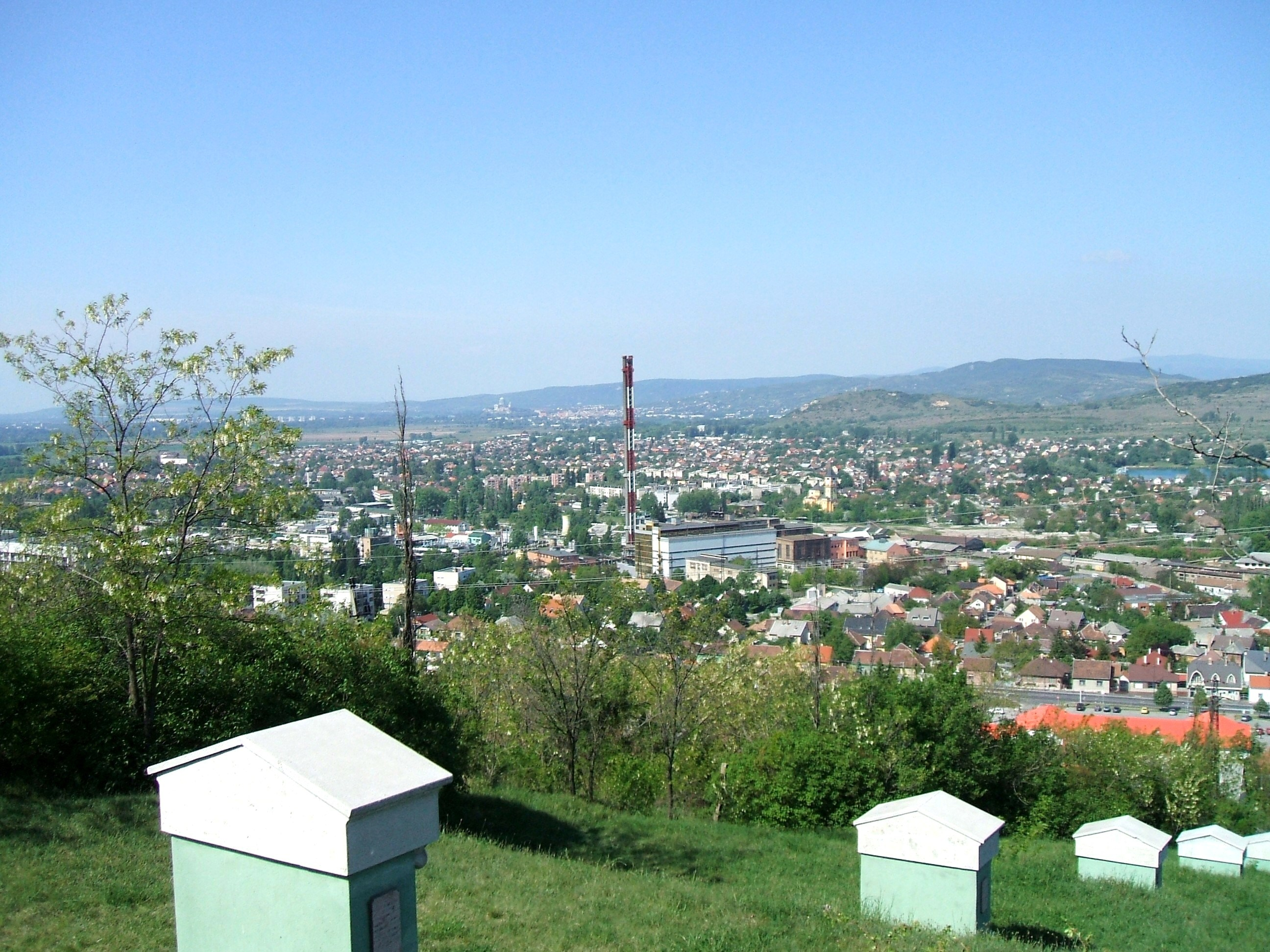

## Demografia
Skład etniczny (2001):
- Węgrzy – 95,3%
- Niemcy – 4,2%
- Inni – 0,5%

Wyznania (2001):
- Katolicy – 57,4%
- Kalwini – 8,9%
- Luteranie – 0,8%
- Inni chrześcijanie – 2%
- Ateiści – 19,1%
- Inni, brak danych – 11,8%

## Miasta partnerskie
- Marienberg
- Wendlingen am Neckar
- Žirany